# Loria (Venetien)

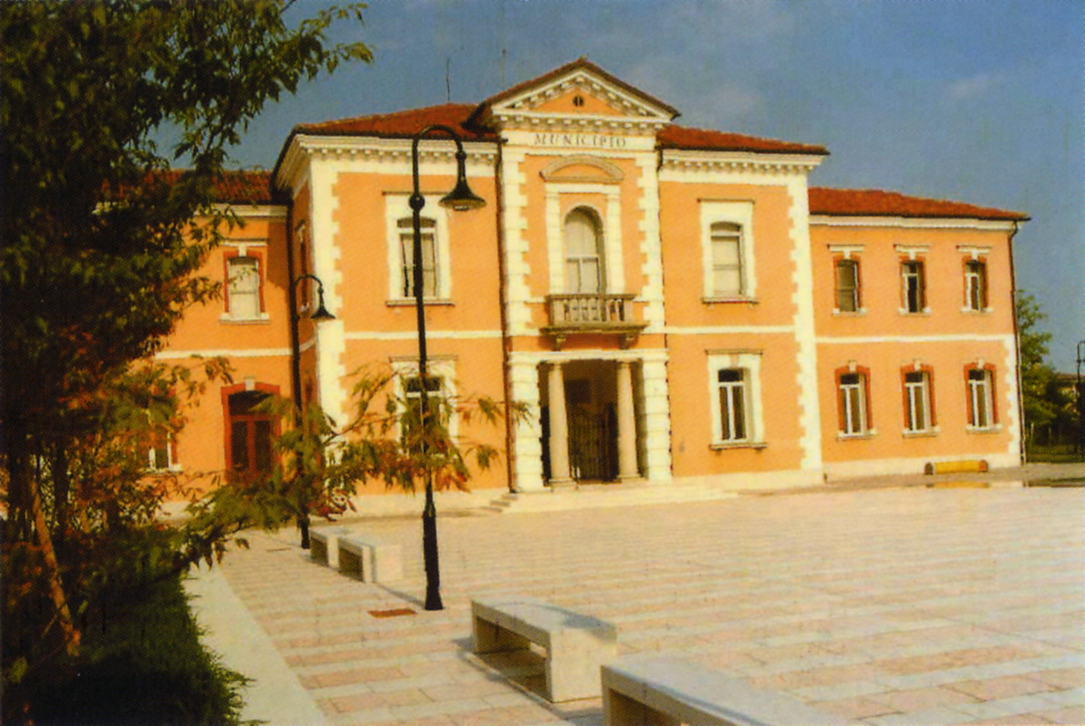
Gemeindeverwaltung von Loria

Loria ist eine nordostitalienische Gemeinde (comune) mit 9300 Einwohnern (Stand 31. Dezember 2023) in der Provinz Treviso in Venetien. Die Gemeinde liegt etwa 30 Kilometer westnordwestlich von Treviso, etwa 32 Kilometer nordöstlich von Vicenza und etwa 36 Kilometer nördlich von Padua. Loria grenzt an die Provinzen Padua und Vicenza.

## Geschichte
Der Name der Gemeinde leitet sich von der Via Aurelia ab: 972 wurde die Gemeinde als Aurilia erwähnt. 1175 als Lorgna und 1221 als Lorlea.

## Gemeindepartnerschaften
Loria unterhält Partnerschaften mit der uruguayischen Stadt Pando im Departamento Canelones, mit der französischen Gemeinde Bressols im Département Tarn-et-Garonne (seit September 2006) und mit der kanadischen Stadt Guelph in der Provinz Ontario.